# Rhipidoglossum ugandense
Rhipidoglossum ugandense är en orkidéart som först beskrevs av Alfred Barton Rendle, och fick sitt nu gällande namn av Leslie Andrew Garay. Rhipidoglossum ugandense ingår i släktet Rhipidoglossum och familjen orkidéer. Inga underarter finns listade i Catalogue of Life.